# Prostitución en Madagascar
La prostitución en Madagascar es legal y habitual, sobre todo en las zonas turísticas. No obstante, están prohibidas las actividades relacionadas con ella, como la prostitución, el proxenetismo, vivir de sus ganancias o mantener un burdel. Las leyes de orden público también se utilizan contra las prostitutas. Recientemente se han promulgado leyes contra la "prostitución con mujeres". Las personas a las que se sorprenda pagando por mantener relaciones sexuales con menores de 14 años pueden enfrentarse a penas de hasta 10 años de prisión, que se aplican estrictamente a los turistas extranjeros. Además de en las zonas turísticas, también hay prostitución en los alrededores de las ciudades mineras del interior, como Ilakaka y Andilamena. Se calcula que en 2014 había 167.443 trabajadoras sexuales en el país.
Las trabajadoras sexuales denuncian que la aplicación de la ley es arbitraria y abusiva. También se denuncian extorsiones por parte de la policía.
La prostitución llegó por primera vez a la isla tras la colonización francesa a finales del siglo XIX. En los tiempos modernos está aumentando debido al incremento del turismo y a la pobreza que sufre la mayoría de la población del país. Madagascar es destino del turismo sexual, incluido el turismo sexual infantil. La trata de seres humanos y la prostitución infantil son problemas en el país.

## Turismo sexual
Madagascar se ha convertido en un destino reconocido para el turismo sexual, tanto de adultos como de niños, sobre todo para varones franceses e italianos. Las principales zonas del país para el turismo sexual son la capital, Antananarivo, Nosy Be, isla Santa María, Mahajanga, Antsiranana y Toamasina.
En los años 1990, el gobierno adjudicó un contrato de pesca de atún a los japoneses. Los arrastreros atracaban en Nosy Be, una isla situada frente a la costa norte de Madagascar. La prostitución creció en torno a esta industria pesquera, con prostitutas que emigraban a la isla desde todo el país. Cuando comenzó el turismo en Madagascar, Nosy Be se convirtió en un destino popular debido al comercio sexual establecido.
Posteriormente, la mayoría de los complejos turísticos "todo incluido" se han construido en la isla. Es el principal destino para los europeos, predominantemente franceses, algunos de los cuales acuden al país en busca de turismo sexual. Se calcula que el 70 % de la población femenina de la isla ejerce la prostitución, la mitad de ellas menores de edad.

## Prostitución infantil
Además de ser un destino para el turismo sexual infantil, los hombres malgaches también utilizan prostitutas menores de edad. Un estudio de UNICEF reveló que tres cuartas partes de los hombres malgaches que recurren a prostitutas lo hacen con chicas menores de edad. El turismo sexual infantil ha aumentado en el país desde que Mozambique endureció sus leyes en este ámbito.
Muchas familias animan a sus hijas a relacionarse con turistas blancos por motivos económicos. En algunos casos, las niñas de doce y trece años reciben clases de francés e italiano como preparación para su trabajo como prostitutas. Algunas niñas de zonas rurales son vendidas como concubinas, por sus padres, a extranjeros o a ricos ganaderos durante varios años. La corrupción de la policía hace que apenas se tomen medidas contra los usuarios de menores.

## Salud sexual
Aunque Madagascar tiene una baja prevalencia del VIH para un país del África subsahariana (0,2 % en 2016), tiene una de las tasas más altas de infecciones de transmisión sexual (ITS) del mundo.
Las organizaciones de trabajadoras sexuales, como Fikambanaina Vehivavy Miavotena Toamasina (FIVEMITO) y Femmes Interessee au Development de Antalaha (FIDA), han llegado a acuerdos con los gobiernos locales para expedir a las trabajadoras sexuales mayores de 18 años tarjetas de identidad. Estas tarjetas de identidad permiten acceder a asistencia sanitaria gratuita.
En 2016, la prevalencia del VIH entre los profesionales del sexo era del 5,5 %.

## Tráfico sexual
Madagascar es país de origen y destino de mujeres y niños víctimas del tráfico sexual. Los niños malgaches, en su mayoría de regiones rurales y costeras, y de familias empobrecidas de zonas urbanas, son explotados en el tráfico sexual infantil. La mayor parte del tráfico sexual infantil se produce con la implicación y el estímulo de los miembros de la familia; sin embargo, los operadores turísticos, hoteles, taxistas, centros de masajes y adultos locales que ejercen la prostitución también facilitan este delito.
Algunos niños son reclutados fraudulentamente para trabajar en Antananarivo como camareras y masajistas antes de ser explotados en el tráfico sexual infantil. Los informes sugieren que la explotación sexual infantil es más frecuente en los destinos turísticos y en los alrededores de las explotaciones mineras formales e informales. Las ONG denunciaron anteriormente que la complicidad de funcionarios del gobierno en la obtención de documentos nacionales de identidad falsificados facilita el tráfico sexual de menores en Madagascar. Informes anteriores indicaban que el tráfico sexual de niños varones era cada vez más frecuente. El trabajo infantil doméstico sigue siendo un problema y las agencias de empleo informales reclutan a niños trabajadores domésticos a los que los hombres malgaches explotan como víctimas del tráfico sexual, mientras que la mayoría de los depredadores sexuales son ciudadanos franceses e italianos y, en menor medida, otros occidentales y comorenses.
La Oficina de Vigilancia y Lucha contra la Trata de Personas del Departamento de Estado de los Estados Unidos clasificó en 2023 a Madagascar como país de "nivel 2".